# Námaskarð
Le Námaskarð, toponyme islandais signifiant littéralement en français « col de la mine », est un petit col d'Islande franchissant la Námafjall. Situé à l'est du Mývatn, au sud-sud-ouest de la caldeira du Krafla et juste au nord-ouest du site hydrothermal de Hverarönd et emprunté par la route 1, il permet de faire communiquer le Nord et l'Est du pays.

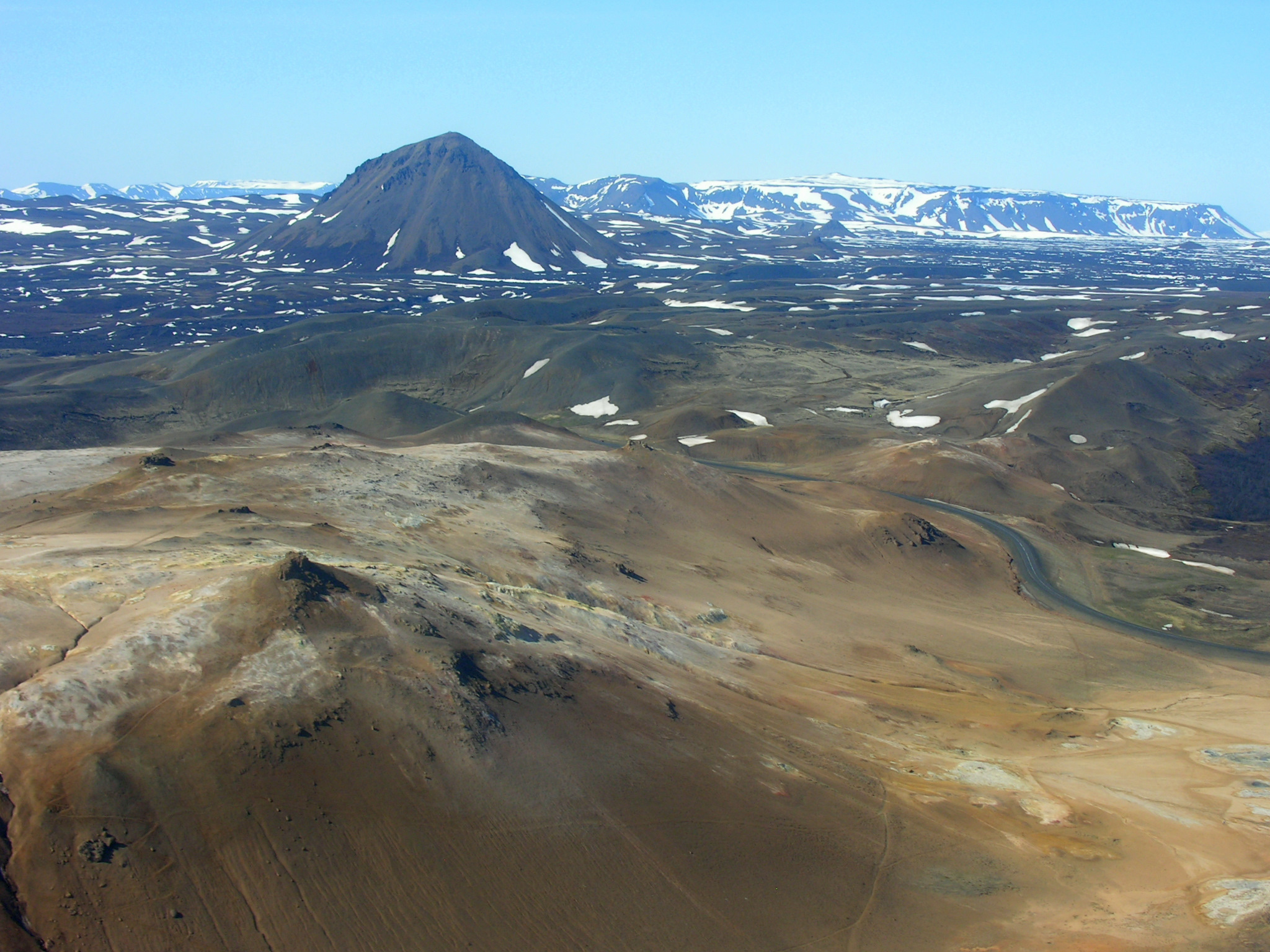
Vue aérienne d'une partie de la Námafjall (premier plan à gauche) avec le site hydrothermal de Hverarönd à ses pieds (premier plan à droite), le Námaskarð traversé par la route 1 (second plan au centre), Hlíðarfjall (troisième plan) et Gæsafjöll (dernier plan).